# Paddy Bradshaw
Paddy Bradshaw, né en 1912 à Dublin et mort en novembre 1963, est un footballeur international irlandais. Il connait une carrière brève mais très intense pendant les années de seconde guerre mondiale, en étant deux fois le meilleur buteur du championnat d'Irlande, et en étant sélectionné en équipe nationale à cinq reprises en 1938 et 1939.

## Carrière
Paddy Bradshaw nait dans un quartier pauvre de Dublin. Il quitte l'école très tôt pour aider ses parents à faire vivre la famille, en travaillant principalement sur les docks. Ses talents de footballeur le font rapidement connaître et l'aident à trouver un emploi. C'est un attaquant dur et tenace, doté d'une grande puissance physique et d'une grande vitesse, ce qui lui permet de battre les défenseurs avec facilité. Malgré ces qualités, il refuse des offres des grands clubs de Dublin, et même celle de Manchester City qui joue dans le championnat d'Angleterre.
Lors de la saison 1937-1938, il arrive à son sommet. Alors qu'il a déjà 26 ans, il joue encore en championnat junior, un championnat de niveau mineur. Il est alors sélectionné dans l'équipe d'Irlande Amateur pour jouer un match à Dalymount Park contre une équipe amateur de Birmingham. Il marque alors un hat-trick lors de la défaite de son équipe 3-4. Une semaine plus tard, il joue et marque de nouveau un but dans l'équipe de la Leinster league contre les Écossais de Motherwell FC. Le Saint James's Gate FC réussit alors à l'engager en août 1938. Pour son premier match sous ses nouvelles couleurs, il marque cinq buts lors d'une victoire 10-2 contre Limerick. Lors des deux saisons suivantes, Bradshaw devient le meilleur buteur du championnat d'Irlande, marquant 22 buts en 22 journées lors de la saison 1938-1939, puis 29 buts en 22 journées lors de la saison 1939-1940, permettant ainsi à son club de remporter le championnat pour la première fois depuis 1921-1922.
Paddy Bradshaw signe ensuite avec le Shelbourne Football Club. Il est le meilleur buteur des Shels lors de la saison 1941-1942 avec 11 buts.
A peine un mois après avoir joué son premier match de championnat avec Saint James's Gate FC, Bradshaw est sélectionné en équipe d'Irlande. Lors de la saison 1938-1939 il joue au total cinq matchs avec l'Irlande et marque quatre buts.
Il fait ses débuts en vert le 18 septembre 1938, contre la Suisse à Dalymount Park. Il marque un but après seulement 20 secondes, en reprenant un dégagement raté du gardien suisse Huber, ce qui fait de lui l'auteur du but le plus rapide de l'histoire de l'équipe d'Irlande. Jimmy Dunne marque son tour à la huitième minute avant d'offrir un doublé à Bradshaw à la vingtième minute du match. Il faut de belles parades d'Huber pour empêcher les Suisses de subir une déroute retentissante. Le match se termine sur le score de 4-0 pour les Irlandais.
Bradshaw joue son deuxième match le 13 novembre 1938, toujours à Dalymount Park, cette fois-ci contre la Pologne, pour une victoire irlandaise 3 buts à 2. Il dispute un troisième match à Cork au Mardyke, contre la Hongrie le 19 mars 1939 ; la rencontre se solde par un match nul 2-2.
Paddy Bradshaw joue ensuite les deux derniers matchs de l'Irlande avant la Seconde Guerre mondiale. Le premier, le 18 mai 1939 à Budapest, pour le match retour contre la Hongrie, qui là encore se termine à 2 buts partout ; puis le 23 mai 1939, à Brème, contre l'Allemagne. Les Irlandais font match nul 1-1 contre les Allemands. Il marque un but dans chacune de ces deux rencontres. La deuxième guerre mondiale arrête là la carrière internationale de Bradshaw.

## Palmarès

### Palmarès en club
Saint James's Gate
- Championnat d'Irlande :
  - Vainqueur : 1939-40.

- Coupe de la Ligue d'Irlande :
  - Vainqueur : 1940-41.

- Dublin City Cup :
  - Vainqueur : 1938-39.

### Palmarès individuel
- Meilleur buteur du Championnat d'Irlande : 1938-39 avec 22 buts en 22 journées, et 1939-40 avec 29 buts en 22 journées.